# Cloud Factory
Cloud Factory — второй студийный альбом украинской метал-группы Jinjer, выпущенный в 2014 году. Альбом изначально издавался группой самостоятельно, в 2015 году вышло переиздание на лейбле The Leaders Records. В 2018 году вышло новое переиздание на лейбле Napalm Records.

## Отзывы критиков
Альбом получил в целом положительные отзывы. В своей рецензии для сайта Metal1.info Паскаль Вебер похвалил музыкальное разнообразие альбома, отдельно отметив умение вокалистки Татьяну Шмайлюк технично исполнять как чистый вокал, так и гроулинг. Вольфганг Лю Кун из немецкого издания Rock Hard так же положительно отзывался о Шмайлюк, «которая излучает много силы как визуально, так и вокально».

## Список композиций
| №                   | Название                   | Длительность |
| ------------------- | -------------------------- | ------------ |
| 1.                  | «Outlander»                | 3:55         |
| 2.                  | «A Plus Or A Minus»        | 4:33         |
| 3.                  | «No Hoard Of Value»        | 4:45         |
| 4.                  | «Cloud Factory»            | 4:44         |
| 5.                  | «Who Is Gonna Be The One»  | 5:30         |
| 6.                  | «When Two Empires Collide» | 4:49         |
| 7.                  | «Желаю - Значит Получу»    | 3:08         |
| 8.                  | «Bad Water»                | 5:03         |
| Общая длительность: | Общая длительность:        | 36:27        |

| №                   | Название                                      | Длительность |
| ------------------- | --------------------------------------------- | ------------ |
| 9.                  | «A Plus Or A Minus» (концертная запись)       |              |
| 10.                 | «Who Is Gonna Be The One» (концертная запись) |              |
| Общая длительность: | Общая длительность:                           | 36:27        |

## Участники записи
- Татьяна Шмайлюк — вокал
- Дмитрий Оксень — гитара
- Роман Ибрамхалилов — гитара
- Евгений Абдюханов — бас-гитара
- Евгений Мантулин — ударные